# Ford GPA
Ford GPA — плавающий автомобиль, выпускавшийся компанией Ford с 1942 по 1943 год. Автомобиль предназначался для обеспечения действий разведывательных подразделений, а также для проведения инженерных работ на воде.

## История создания
Географическое положение США и оторванность от главных театров военных действий во Второй мировой войне принудили командование ВС США планировать крупные морские десантные операции по высадке войск. Для осуществления подобных операций требовалась специальная техника, которая позволяла бы доставлять личный состав с больших десантных кораблей к пологим берегам, как к более удобным для десантирования войск. По мнению американских инженеров, рациональным средством для высадки войск должны были стать плавающие автомобили (амфибии), которые, спускаясь по рампе корабля в море на большом удалении от берега, вплавь добирались до него.
Для высадки боевых подразделений была разработана трёхосная амфибия DUKW-353, способная принять на борт взвод пехотинцев (до 30 человек) или взять груз весом 2,5 тонны. Всего автомобильной компанией «Дженерал моторс» было произведено 21 147 единиц, из которых по программе ленд-лиза в СССР было поставлено 586 единиц. За основу конструкции был взят трёхосный полноприводной грузовик GMC CCKW.
Для высадки с десантных кораблей на берег разведывательных подразделений и подразделений связи требовалась амфибия меньшего размера. По аналогии с DUKW-353, за основу предполагалось взять полноприводной двухосный автомобиль повышенной проходимости. В связи с тем, что отработка подобных автомобилей не была закончена, проектная стадия создания амфибий малого класса затянулась. Только в апреле 1941 года Специальная интендантская служба Армии США (Quarter Master Corps) сформулировала основные требования к новому лёгкому плавающему автомобилю с приводом на все колёса, с грузоподъёмностью 0,25 тонны. На стадии проекта разрабатываемый образец получил название QMC-4 1/4 Ton Truck Light Amphibian.

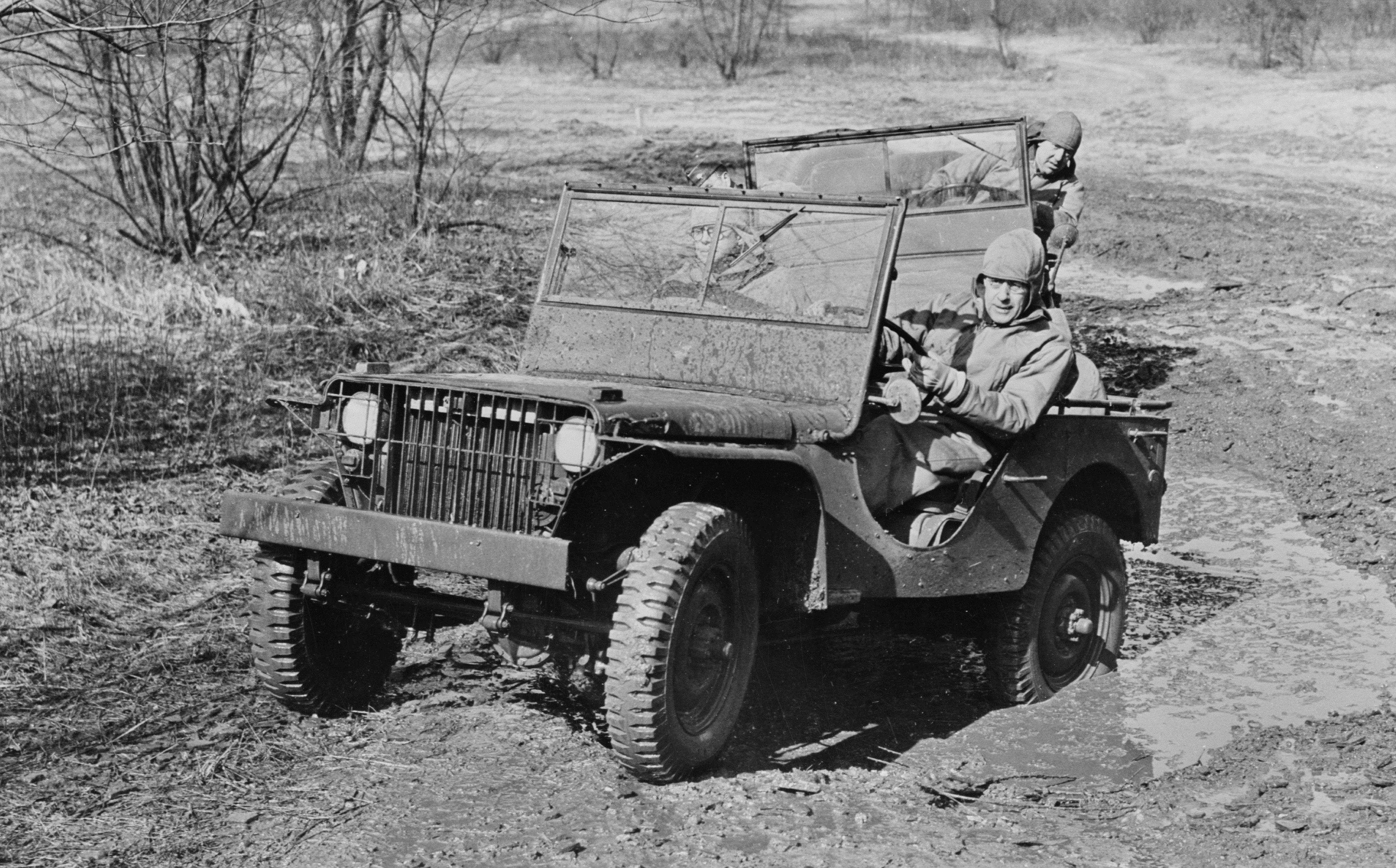
Ford GP — прототип джипа, взятый для создания амфибии.

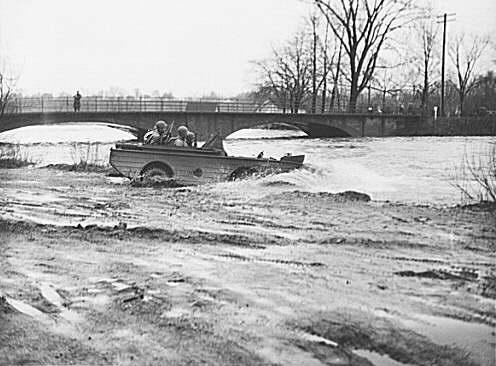
Ford GPA на испытаниях в окрестностях Детройта.

Контроль за выполнением проекта был возложен на Национальный комитет оборонных исследований (NDRC). В июле 1941 года NDRC привлёк к разработке образца судостроительное бюро из Нью-Йорка Sparkman & Stephens Inc., которое занималось проектированием и строительством яхт. Постройка опытных образцов амфибий была поручена компании Marmon-Herrington, которая была главным разработчиком и поставщиком полноприводных автомобилей в Армию США.
В качестве основы для разработки будущей амфибии компания Marmon-Herrington взяла 3 джипа Willys MB и техническую документацию на водоизмещающий несущий корпус, предоставленный бюро Sparkman & Stephens Inc.. По мнению разработчиков, жёсткий несущий кузов должен был снизить вес амфибии. Гребной винт размещался в туннеле нижней части корпуса.
Ввиду того, что Marmon-Herrington затянул сроки разработки амфибии, компания Ford, не дожидаясь её итогов, предложила собственный вариант амфибии, конструкция которой была аналогична конструкции большой амфибии DUKW-353, в которой водоизмещающий корпус устанавливался на стандартное шасси грузовика. В предложенной конструкции водонепроницаемый корпус в виде лодки-плоскодонки устанавливался на шасси Ford GPW. Сталь для корпуса применялась толщиной 1—2 мм. В результате сравнений опытных образцов от компании Marmon-Herrington и от Ford образец у последней оказался на 180 килограмм легче. Разработку водоизмещающего корпуса для образца Ford также осуществляло Sparkman & Stephens Inc.. Первый опытный образец от Ford был готов 9 февраля 1942 года, от Marmon-Herrington — только месяцем позже 9 марта. На ходовых испытаниях опытные образцы от Ford показали лучшие результаты, чем от Marmon-Herrington, в связи с чем с 11 апреля того же года амфибия была запущена в массовое производство, а компании Ford был передан заказ на 5 000 единиц.
Согласно отчёту Министерства обороны США было выпущено 12 774 единицы Ford GPA.
Согласно данным производителя было изготовлено 12 781 единицы, включая 3 опытных образца.

## Название амфибии
Руководство компании присвоило образцу название «Ford GPA», в котором аббревиатура раскрывалась следующим образом:
- G — Government — означал правительственный заказ
- P — Passenger — обозначение легковых автомобилей с колёсной базой в 80 дюймов (2032 мм)
- A — Amphibian — водоплавающая

## Эксплуатация

### Боевое применение
На подготовку конвейерного производства ушло всё лето 1942 года. Первые серийные образцы сошли с конвейера 9 сентября 1942 года. 23 октября образец был принят на вооружение США как Truck Amphibian 1/4 Ton 4x4.
В связи с тем, что первые крупные морские десантные операции в Средиземном море на побережье Северной Африки были запланированы военным руководством США на сентябрь-октябрь 1942 года, масштабных испытаний образца в войсках не производилось.
Опыт первых применений Ford GPA выявил массу конструктивных недостатков. Осадка загруженного автомобиля на воде оказалась большой, а борта низкими, что создавало на море опасность затопления набегающими волнами. Другим недостатком являлось высокое давление колёс на грунт, вследствие чего возникало частое застревание машин в прибрежном песке на небольшой глубине, на котором сухопутные прототипы Ford GPW с массой на полтонны меньше передвигались без проблем.
Фактически созданный образец малой амфибии для морского десантирования оказался непригодным. Тем не менее они были использованы в боевых действиях. Первое боевое применение Ford GPA относится на ноябрь 1942 года, когда в ходе совместной операции «Торч» американские и британские войска высадились на побережье Алжира и Марокко.
Также Ford GPA были использованы при высадке союзных войск в Сицилии в 1943 году и в ходе высадки на побережье Нормандии в 1944 году.

### Передача амфибий союзникам
В связи с тем, что эксплуатационные характеристики амфибии не удовлетворили американских военных, их интерес к образцу угас, и производство было завершено к апрелю 1943 года, то есть спустя 8 месяцев с начала производства.
По этой причине в годы Второй мировой войны США поставлял Ford GPA государствам антигитлеровской коалиции:
- СССР — получил 3 230 единиц;
- Китай — 40;
- Великобритания — 852;
- Канада — 22;
- Силы Свободной Франции — 24;
- Бразилия — 22;
- Нидерланды — 6;
- Австралийский союз — 161 единица были получены из числа переданных Великобритании.

### Боевое применение в ВС СССР

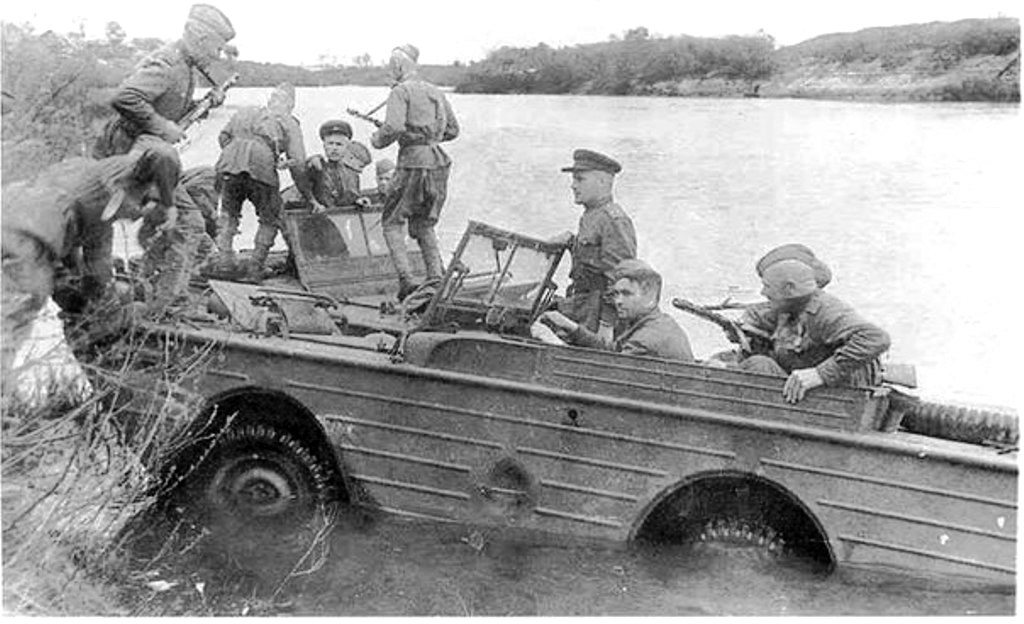
Ford GPA («Форд-4») — основное средство моторизации отдельных моторизованных батальонов ОСНАЗ.
1944 год

Абсолютно противоположной оказалась оценка боевого применения, данная Ford GPA в Красной Армии.
Если для морских десантных операций, проводимых войсками США и Великобритании, данный образец не удовлетворял по своим конструктивным недостаткам, то для основного театра военных действий, в котором участвовали противостоящие Вермахту советские войска и который представлял собой сушу с частыми водными преградами в виде рек и озёр, Ford GPA оказался чрезвычайно востребован. Большая осадка Ford GPA на воде не представляла собой серьёзную проблему, поскольку на реках не создавалось высоких волн, как в морских условиях.
В 1944 году Главное автобронетанковое управление провело ходовые испытания поставленных по ленд-лизу американских амфибий DUKW-353 и Ford GPA. Автомобили в ходе испытаний преодолели 9 000 километров по суше и 25 часов в плавании по Москва-реке. В ходе испытаний были выявлены предельные возможности образцов, параметры проходимости, максимальные скорости передвижения по воде и суше, возможности по буксировке на воде. По итогам испытаний были даны рекомендации по рациональному использованию Ford GPA в войсках.
До появления данного образца в Красной Армии фактически не было лёгких амфибий, способных преодолевать водные преграды. Для моторизации разведывательных подразделений требовалась машина данного класса в больших количествах. Также машина оказалась чрезвычайно удобной заменой малым речным катерам, которые спускали в воду для сооружения понтонной переправы. В отличие от катеров, амфибии не требовалась транспортировка и сложные действия по спуску на воду и обратного подъёма на грузовики для дальнейшей перевозки.
На заключительной стадии войны, в апреле 1944 года, в Красной Армии были сформированы 11 отдельных моторизованных батальонов Особого Назначения (омб ОСНАЗ). По существу они предоставляли собой моторизованный батальон пехоты с придаными сапёрными подразделениями, предназначенный для форсирования водных преград, удержания и разминирования плацдарма для наступающих войск. Основным средством моторизации омб ОСНАЗ служили Ford GPA в количестве 100 единиц на батальон. Всего было поставлено, по разным источникам, от 2200 до 3500 единиц данной модели.
В Красной Армии для обозначения образца использовалось название «Форд-4».

## Производство аналогов другими государствами

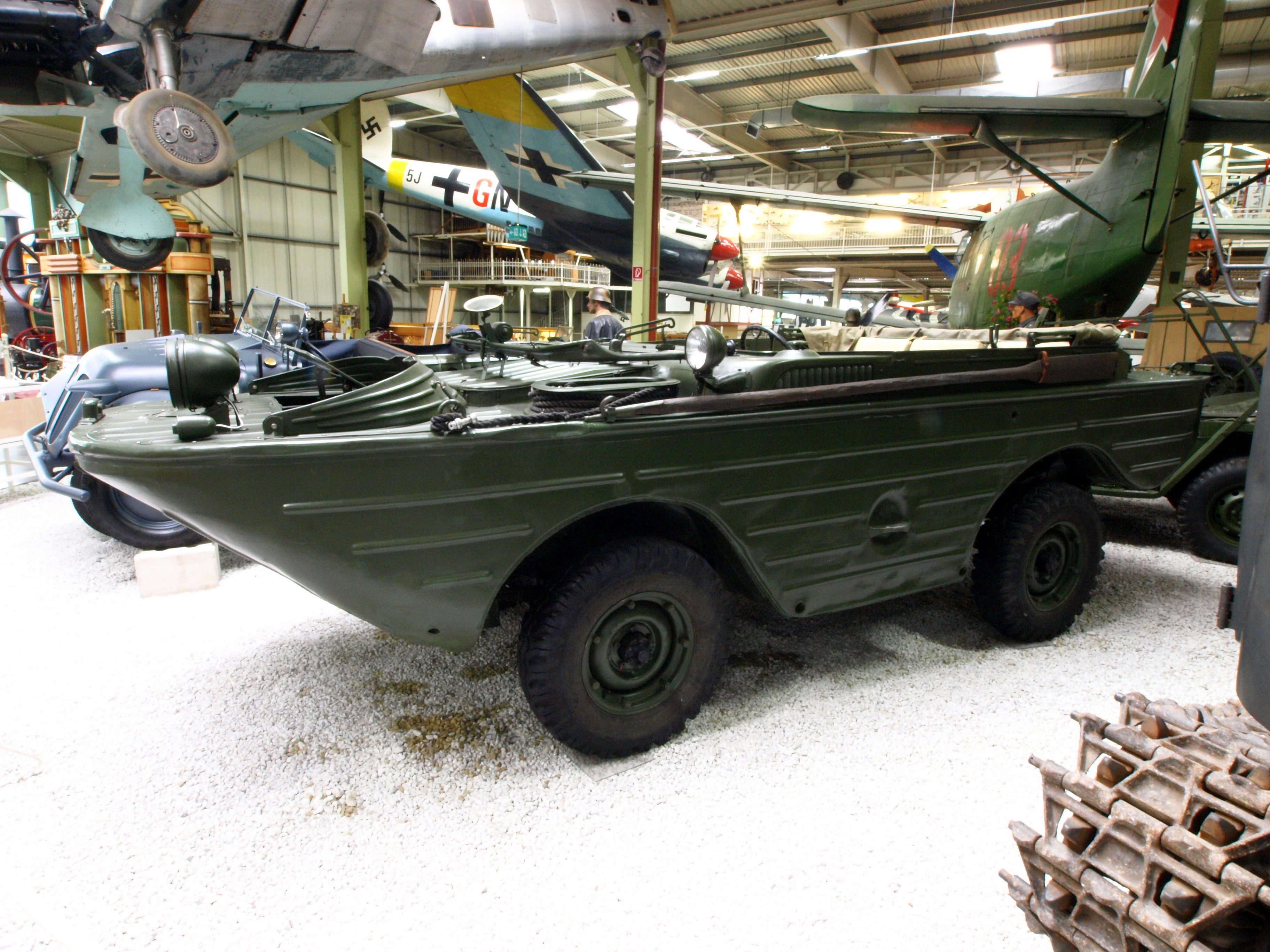
ГАЗ-46, сконструированный на основе Ford GPA

Конструкция Ford GPA как речной амфибии советскими конструкторами была признана удачной. В связи с этим в послевоенное время на её основе была разработана амфибия ГАЗ-46.
Аналогично поступили в Чехословакии и в ГДР, в которых создали соответственно такие образцы амфибий, как T801 компании Tatra и P-2S производства компании VEB Barkas-Werke.
Первоначально советские конструкторы перенесли технические решения Ford GPA на основу ГАЗ-67Б. Данный образец получил название в 1952 году ГАЗ-011. Но после было решено создать копию на базе более современного на тот момент вездехода ГАЗ-69. Версия на базе ГАЗ-69 получила название ГАЗ-46 и пошла в серию в 1953 году.

## Послевоенное применение

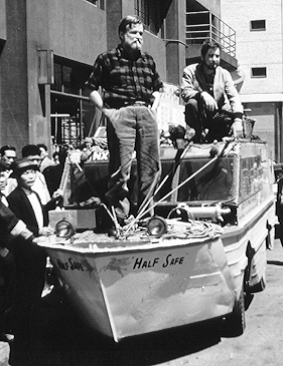
Бен Карлин на изменённом Ford GPA («Half-Safe»).
Хорошо заметен накладной нос на кузове.
Токио. 1956 год

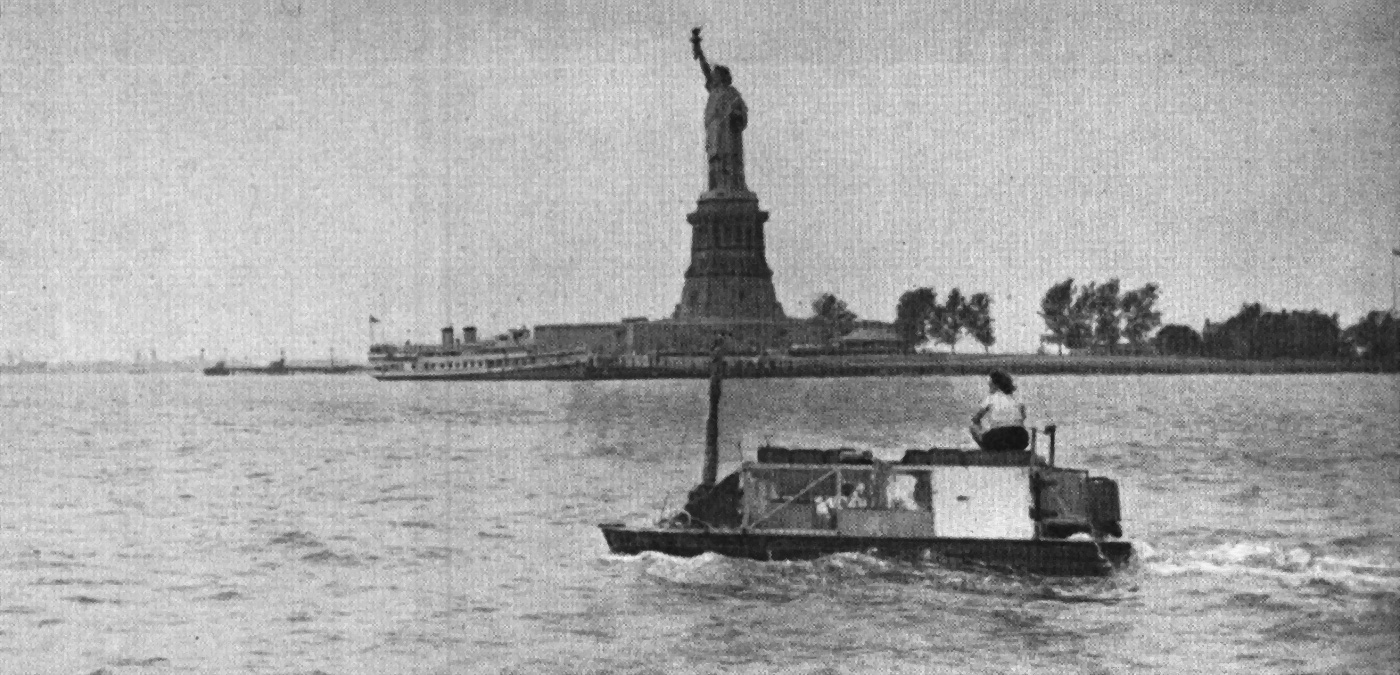
Half-Safe на фоне Статуи Свободы.
Нью-Йорк. 1948 год

После того как в 1947 году Ford GPA был снят с вооружения в США, оставшиеся образцы продавались гражданским лицам. Некоторые из них, введя дополнительные изменения в конструкцию машины, повышали её мореходные качества. Изменения в конструкции касались установки надстройки (герметичной кабины), установки водонепроницаемых переборок, удлинения водоизмещающего корпуса.
В 1954—1956 году Элен и Фрэнк Шрейдер проехали на модернизированном Ford GPA «La Tortuga» от северного полярного круга до Ушуайи. В 1960 году они построили еще один джип «La Tortuga II» для путешествия по Индонезии.
В мае 1950 года австралийский путешественник Бен Карлин на доработанном Ford GPA под названием «Half-Safe» совершил с супругой путешествие по Атлантическому океану от Монреаля до Азорских островов за 32 дня. После прибытия на Азорские острова он по морю доплыл до побережья Северной Африки и, по суше добравшись до Европы, через Ла-Манш приплыл в Англию. Одной из доработок стало удлинения кузова за счёт установки острого носа, повышавшего управляемость на воде.
Успех столь длительного путешествия сподвиг Бена Карлина на совершение кругосветного путешествия на Half-Safe.
В мае 1954 года он с товарищами выехал из Лондона и, преодолев всю Европу, Турцию, Иран, Пакистан, добрался до Калькутты. В январе 1956 года началось дальнейшее продвижение через Индию в Бирму по Бенгальскому заливу. Из Рангуна Бен Карлин по суше добрался через Бангкок в Сайгон и морем до Гонконга. Из Гонконга морем он проследовал до Тайваня, а после и в Японию. После некоторого перерыва Бен Карлин в июне 1957 годы выплыл из Японии в направлении Алеутских островов. Достигнув побережья Аляски, экипаж Half-Safe по суше добрался до Монреаля к 12 маю 1958 года. Тем самым Бен Карлин завершил кругосветное путешествие, начатое в мае 1950 года.

## Технические характеристики
- масса
  - снаряжённая, кг: 1595
  - полная, кг: 1845
- вместимость, чел: 5
- габариты
  - ширина, мм: 2130
  - длина, мм: 4620
  - высота со сложенным ветровым стеклом, мм: 1340
  - высота максимальная, мм: 1750
  - колея, мм: 1450
  - база, мм: 2300
- скорость передвижения
  - максимальная по суше, км/ч: 89
  - максимальная скорость движения на плаву, км/ч: 8,6
- расход топлива при скорости 6—70 км/ч, л/ч: 14
- ёмкость топливного бака, л: 57
- размер шин, в дюймах: 6—16
- запас хода по горючему на суше, км: 400
- запас хода по горючему на воде, час: 5
- двигатель: Ford GPW-500, рядный 4-тактный, 4-цилиндровый, нижнеклапанный.
  - диаметр цилиндра, мм: 79,3
  - ход поршня, мм: 111,1
  - рабочий объём, куб.см: 2199
  - степень сжатия: 6,48
  - порядок работы цилиндров: 1—3—4—2
  - максимальная мощность, л. с.: 60 при 3600 об/мин
  - максимальный крутящий момент, кгм: 14,5 при 2200 об/мин
- коробка передач: механическая трёхступенчатая
  - передаточные числа
    - I — 2,665
    - II — 1,564
    - III — 1,0
    - задний ход — 3,554
- раздаточная коробка: механическая двухступенчатая
  - передаточные числа
    - I — 1,0
    - II — 1,97
- сцепление: однодисковое сухое
- тормоза
  - на всех колёсах: барабанные с гидравлическим приводом
  - стояночный: ленточный с механическим приводом на трансмиссию
- подвеска
  - передняя: с продольными полуэллиптическими рессорами и гидравлическими амортизаторами
  - задняя: с продольными полуэллиптическими рессорами и гидравлическими амортизаторами